# 查尔斯·卡斯卡特
查尔斯·艾伦·卡斯卡特（英語：Charles Allan Cathcart，1759年12月28日—1788年6月10日），又译加茨喀特，1787年奉命“代表英国国王和东印度公司”出使中国，与中国皇帝协商贸易往来，但未到北京就在途中去世。这次使团活动被视为英国政府的第一次遣使来华。

## 外部連結
- Portrait of Cathchart （页面存档备份，存于） from the British Museum